# Universidad Francisco de Aguirre
La Universidad Francisco de Aguirre (conocida también por su sigla UNFA) fue una universidad privada chilena cuya personalidad jurídica fue otorgada el 12 de noviembre de 1990 y cancelada por el Consejo Superior de Educación, hoy Consejo Nacional de Educación (CNE) en 2005. Su casa central se ubicaba en la Región de Coquimbo, con un único edificio asentado en la comuna de La Serena. En este edificio se impartían, tanto en jornada diurna como vespertina, las carreras de Ingeniería Comercial, Psicología, Ingeniería Civil en Computación e Informática, Ingeniería de Ejecución en Computación e Informática. Desde sus inicios su prorrector fue el escritor Guillermo Cabrera Meneses (fallecido en 2013 a raíz de un accidente cerebral).

## Historia

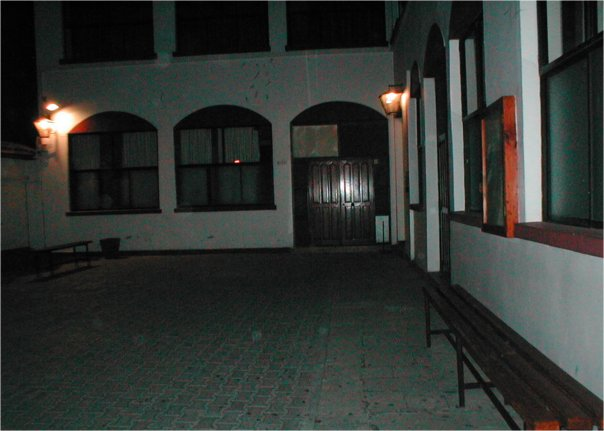
Patio Principal de la UNFA.

### Fundación
La Universidad Francisco de Aguirre fue reconocida oficialmente por el Ministerio de Educación de Chile (Mineduc) e inscrita en el Registro de Universidades bajo el folio C Nº56 del año 1990, cuyo domicilio sería la ciudad de La Serena. En esta línea, la UNFA iniciaría sus actividades impartiendo la carrera de Psicología, conducente al título de Psicólogo y al grado académico de Licenciado en Psicología. Así, la Universidad Francisco de Aguirre podría iniciar sus actividades académicas a contar de 1992 y estaría sometida a examen conforme a lo dispuesto en el D.F.L. N.º 1 de 1980 del Ministerio de Educación de Chile.

### Inicio del fin

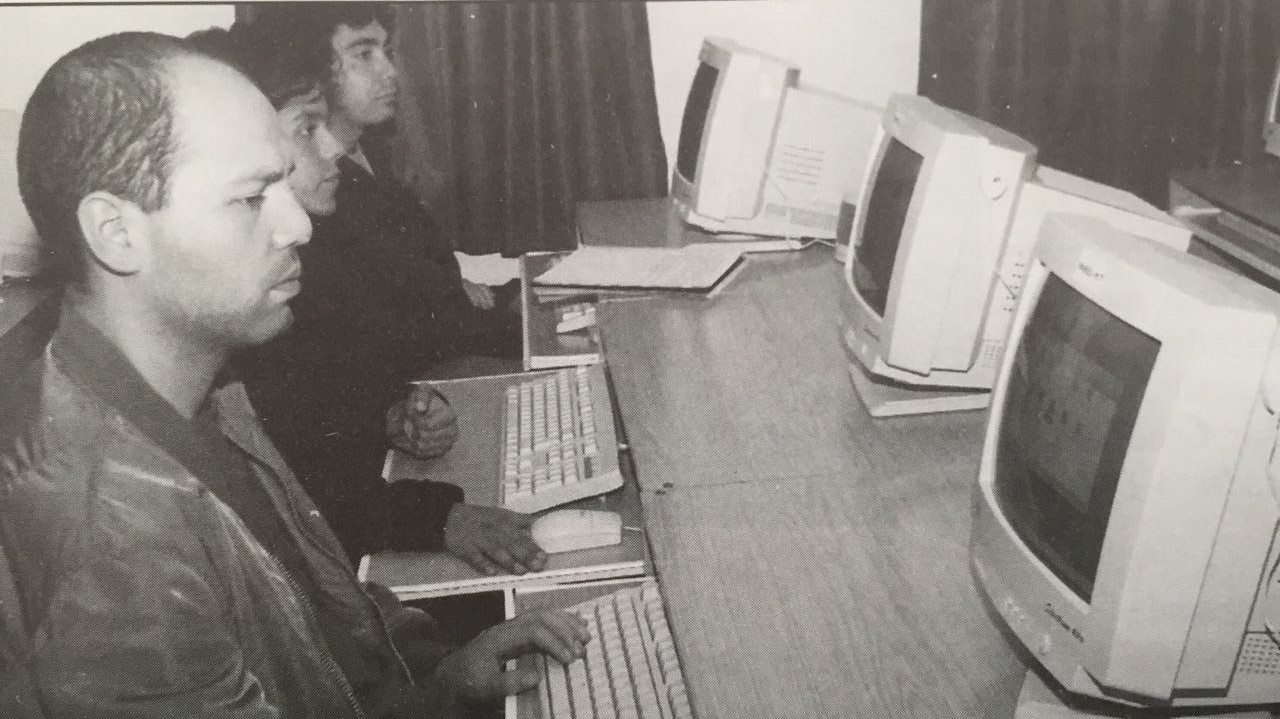
Laboratorio de computación.

En sesión ordinaria de 30 de septiembre de 1999, el Consejo Superior de Educación adoptó los siguientes acuerdos:

Considerando que la Universidad Francisco de Aguirre, a juicio del Consejo, no ha desarrollado de manera enteramente satisfactoria su proyecto institucional durante el período de acreditación establecido por la ley, y en conformidad con lo dispuesto en el artículo 42 de  la  ley 18.962, Orgánica Constitucional de Enseñanza, el Consejo Superior de Educación acordó no certificar la autonomía de la mencionada Universidad y ampliar el período de acreditación por un plazo de cinco años (Acuerdo Nº 138/99).

Con mérito en el incumplimiento de las acciones dispuestas en el Acuerdo Nº 137/97 sobre informe de estado de avance del proyecto institucional de la Universidad Francisco de Aguirre, reiteradas por este organismo a través del oficio Nº 334/98 y del Acuerdo 131/98, y en conformidad con lo dispuesto en el artículo 41 de la Ley 18.962, Orgánica Constitucional de Enseñanza, el Consejo Superior de Educación acordó suspender, durante el año 2000, el ingreso de nuevos alumnos a la carrera de Ingeniería Civil en Computación e Informática impartida por la Universidad Francisco de Aguirre y reiterar las acciones no cumplidas, a las que deberá dar cumplimiento a más tardar el 30 de abril del año 2000 (Acuerdo Nº 139/99).

### Cierre

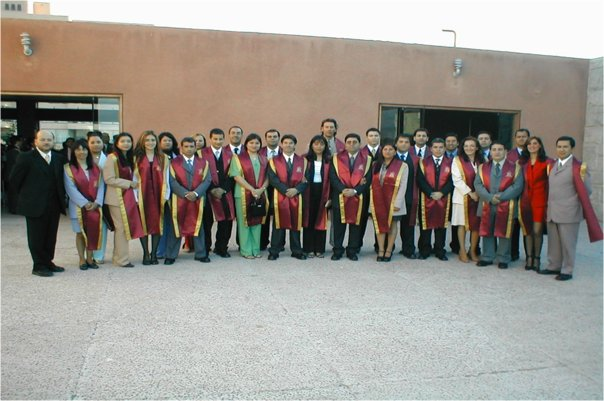
Titulación de Ingeniería Comercial.

Finalmente el Consejo Superior de Educación, en ejercicio de sus facultades legales, acuerda por unanimidad de los miembros presentes en la sesión ordinaria de jueves 19 de diciembre de 2002:
- Solicitar al Ministerio de Educación la eliminación de la Universidad Francisco de Aguirre del Registro de Universidades de dicho Ministerio y la revocación de su reconocimiento oficial. Pedir al Ministerio de Educación que la presente solicitud produzca sus efectos no antes del 30 de junio de 2003, con el objeto de permitir la finalización de los procesos académicos de los alumnos actualmente matriculados en la Universidad Francisco de Aguirre.
- Disponer la prohibición de ingreso de nuevos alumnos a todas las carreras de la Universidad Francisco de Aguirre, hasta la total tramitación del Decreto de eliminación del Registro de Universidades y revocación del reconocimiento oficial solicitado.[8]

El 7 de noviembre de 2002 la Universidad Francisco de Aguirre informo al Consejo Superior de Educación su intención de fusión con la Universidad del Mar. Así, el 21 de noviembre de 2002 la Universidad Francisco de Aguirre presentó al Consejo Superior de Educación un plan de cierre. En esta línea, el CSE recomendó al Ministerio de Educación su cierre en 2003. Esto último se consumó en julio de 2005, y de esta forma se realizó el traspaso de la Universidad Francisco de Aguirre, transformándose en la sede La Serena de la Universidad del Mar.